# Zaporijjea, Vesele
Zaporijjea (în ucraineană Запоріжжя) este localitatea de reședință a comunei Zaporijjea din raionul Vesele, regiunea Zaporijjea, Ucraina.

## Demografie
Componența lingvistică a localității Zaporijjea
     Ucraineană (89,79%)
     Rusă (9,45%)
     Alte limbi (0,46%)
Conform recensământului din 2001, majoritatea populației localității Zaporijjea era vorbitoare de ucraineană (89,79%), existând în minoritate și vorbitori de rusă (9,45%).